# Fidel Castro (drink)
Fidel Castro är en romdrink av typen long drink. En äkta Fidel Castro innehåller mörk kubansk rom, pressad lime och ginger ale. Serveras med is och en limeklyfta i highballglas. Drinken är döpt efter Fidel Castro.
Man kan råka på avarter där det används spiced rum istället för mörk, eller cola istället för ginger ale. Använder man cola heter drinken dock Cuba Libre.